# Nasal

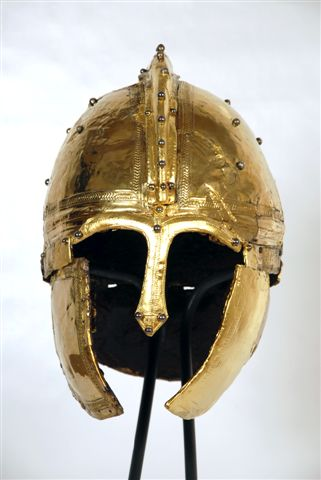
Casco con nasal.

Un nasal es la parte superior de la visera de un casco, llamada así por resguardar la nariz. Casi siempre iba unida a la vista.
El nasal en el casco normando (siglos XI y XII) era una prolongación de la parte que venía sobre la nariz. En el siglo XIV tenía dos formas, pues en los yelmos de visera movible cubría la parte alta del rostro. La visera completa se componía de tres piezas separadas: la visera propiamente dicha, el nasal y la ventalla. En algunos yelmos, el nasal con la visera y la ventalla forman una sola pieza. Otras veces, el nasal está unido a una de las otras dos y, a veces, se le sustituía con una rejilla de barretas de hierro fijas en el yelmo.
Otra forma, del siglo XVI, consistía en una delgada barra de hierro sujeta a las celadas descubiertas por medio de un tornillo que permitía bajarla perpendicularmente a la nariz.